# Revised New General Catalogue
Le Revised New General Catalogue (RNGC) et son supplément le Revised Index Catalogue (RIC) sont des révisions du New General Catalogue et des Index Catalogues créés par John Dreyer. Pour certains objets, les magnitudes mesurées par Dreyer n'étaient pas correctes ou la description de l'objet n'était pas précise. Ils devaient donc être révisés. La plupart des logiciels de planétarium utilisent le RNGC et le RIC comme sources pour leur base de données du ciel profond.